# Drei Höfe
Drei Höfe (gsw. Drü Hööf) – miejscowość i gmina (niem. Politische Gemeinde) w Szwajcarii, w kantonie Solura, w jednostce administracyjnej (Amtei) Bucheggberg-Wasseramt, w okręgu Wasseramt. Powstała 1 stycznia 2013 z połączenia gmin Heinrichswil-Winistorf i Hersiwil.

## Demografia
W Drei Höfe mieszka 730 osób. W 2022 roku 7,4% populacji gminy stanowiły osoby urodzone poza Szwajcarią.